# آرامگاه زینب خاتون و گورستان آن
بقعه زینب خاتون و گورستان آن مربوط به دوره صفوی است و در کهک، جنوب بقعه زینب خاتون واقع شده و این اثر در تاریخ ۲۳ بهمن ۱۳۸۰ با شمارهٔ ثبت ۴۷۴۴ به‌عنوان یکی از آثار ملی ایران به ثبت رسیده است.